# Cantone di Arthez-de-Béarn
Il Cantone di Arthez-de-Béarn era una divisione amministrativa dell'arrondissement di Pau.
È stato soppresso a seguito della riforma complessiva dei cantoni del 2014, che è entrata in vigore con le elezioni dipartimentali del 2015.
Comprendeva parte del comune di Lacq e i comuni di:
- Argagnon
- Arnos
- Arthez-de-Béarn
- Artix
- Boumourt
- Casteide-Cami
- Casteide-Candau
- Castillon
- Cescau
- Doazon
- Hagetaubin
- Labastide-Cézéracq
- Labastide-Monréjeau
- Labeyrie
- Lacadée
- Mesplède
- Saint-Médard
- Serres-Sainte-Marie
- Urdès
- Viellenave-d'Arthez